# Milutin Baltić
Milutin Baltić (serbisch-kyrillisch Милутин Балтић; * 2. Dezember 1920 in Donje Selište, Glina, Gespanschaft Sisak-Moslavina, Königreich Jugoslawien; † 27. Oktober 2013 in Zagreb, Kroatien) war ein Politiker des Bundes der Kommunisten Jugoslawiens (BdKJ) in der Sozialistischen Föderativen Republik Jugoslawien (SFRJ). Er wurde für seine Teilnahme am Partisanenkrieg im Zweiten Weltkrieg mit dem Orden des Volkshelden ausgezeichnet und war zwischen 1983 und 1984 Vorsitzender des Präsidiums der Sozialistischen Republik Kroatien.

## Leben

### Zweiter Weltkrieg und Partisanenkrieg
Baltić absolvierte nach dem Besuch der Grund- und Oberschule in Glina eine Berufsausbildung in einer Schlosserei in Zagreb und arbeitete nach dem Abschluss der Kunstgewerbeschule in Zagreb und Karlovac. Seit 1936 engagierte er sich in der Arbeiterjugendbewegung und wurde 1938 auch Mitglied des Vereinigten Gewerkschaftsbundes Jugoslawiens URSSJ (Уједињени раднички синдикални савез Југославије), in dem er sich für die Metallarbeiter engagierte. Weiterhin trat er 1938 in die Union der kommunistischen Jugend von Jugoslawien SKOJ (Савез комунистичке омладине Југославије) ein sowie 1940 in die Kommunistische Partei Jugoslawiens. 1940 wurde er sowohl Mitglied des Stadtkomitees der SKOJ in Zagreb als auch des Landeskomitees der SKOJ von Kroatien sowie Delegierter der SKOJ auf dem V. Kongress der Kommunistischen Partei, der vom 19. bis 23. Oktober 1940 im Zagreber Stadtteil Dubrava stattfand. Wegen der Organisation eines Streiks, Demonstrationen und anderen politischen Handlungen wurde er verhaftet und zu drei Jahren Hausarrest in Zagreb verurteilt.
Nachdem das Königreich Jugoslawien April 1941 von Deutschland und Italien besetzt und aufgelöst worden war, setzte Baltić seine politischen Aktivitäten fort und nahm am Partisanenkrieg im Zweiten Weltkrieg teil. Er gehörte zu den Mitorganisatoren von Aufständen in der Region Banovina und Kordun. Am 19. Juni 1941 nahm er als Vertreter von Glina mit Rade Končar, Josip Kraš und anderen an den Beratungen des Zentralkomitees (ZK) der Kommunistischen Partei Kroatiens in den Wäldern von Abes bei Gvozd teil, um weitere Aufstände in der Region Banovina und Kordun zu organisieren. Im Oktober 1941 wurde er Mitglied des Organisationskomitees der KP von Karlovac sowie im Dezember 1942 Organisationssekretär der SKOJ in Karlovac. 1942 nahm er zunächst an verschiedenen Gefechten in Gorski kotar, Lika und Istrien teil, ehe er im Oktober 1942 nach Zagreb entsandt wird, um dort Mitglied der Kommission des ZK der KP Kroatiens für die Arbeit der Jugendorganisationen zu werden. 1943 wird er Mitglied der ZK-Kommission für Nordkroatien sowie 1944 Sekretär des SKOJ-Landeskomitees von Kroatien.

### Ämter in der SFRJ und Präsident der SR Kroatien
Nach Kriegsende und Gründung der Sozialistischen Föderativen Republik Jugoslawien übernahm Baltić Funktionen in Regierung und in der Kommunistischen Partei. Zunächst fungierte er als Sekretär des SKOJ-Stadtkomitees von Belgrad und wurde zugleich Mitglied des ZK der SKOJ. Danach wurde er Arbeitsminister in der Regierung der Sozialistischen Republik Kroatien sowie Organisationssekretär im Stadtparteikomitee von Zagreb und gehörte zeitweise auch der Sabor, dem Parlament der Teilrepublik Kroatien. Auf dem VI. Kongress des BdKJ vom 2. bis 7. November 1952 in Zagreb sowie auf dem VII. Kongress der BdKJ, der vom 22. bis zum 26. April 1958 in Ljubljana stattfand, wurde er jeweils zum Mitglied des Zentralen Prüfungsausschusses des ZK des BdKJ gewählt. Am 27. November 1953 wurde er mit dem Orden des Volkshelden (Орден народног хероја) ausgezeichnet.
1963 wurde er Vorsitzender des Rates des Gewerkschaftsbundes in der SR Kroatien und übte dies Funktion bis 1978 aus. Zugleich war er Mitglied des Rates des Gewerkschaftsbundes URSSJ. Auf dem VIII. Kongress vom 7. bis 13. Dezember 1964 in Belgrad wiedergewählt. Er gehörte diesem Parteigremium bis zum IX. Kongress des BdKJ an, der vom 11. bis zum 15. März 1969 wieder in Belgrad stattfand. Des Weiteren war Mitglied des ZK des Bundes der Kommunisten Kroatiens. Auf dem VIII. Kongress des Bundes der Kommunisten Kroatiens wurde er Sekretär von dessen ZK. Auf dem X. Kongress des BdKJ, der zwischen dem 27. und 30. Mai 1974 abermals in Belgrad stattfand, wurde er wieder zum Mitglied des ZK gewählt, dem er nunmehr bis zum XI. Kongress des BdKJ vom 20. bis 23. Juni 1978 angehörte.
1980 wurde er mit dem Orden „Held der sozialistischen Arbeit“ (Орден јунака социјалистичког рада) ausgezeichnet. 
Baltić wurde 1982 Mitglied des Präsidiums der Sozialistischen Republik Kroatien. Auf dem XII. Kongress des BdKJ vom 26. bis 29. Juni 1982 in Belgrad wurde Baltić wieder zum Mitglied des ZK des BdKJ gewählt und gehörte diesem Gremium nunmehr bis zum XIII. Kongress des BdKJ an, der zwischen dem 25. und 28. Juni 1986 in Belgrad stattfand. 
Als Nachfolger von Marijan Cvetković wurde er am 10. Mai 1983 Vorsitzender des Präsidiums der Sozialistischen Republik Kroatien und war damit bis zu seiner turnusgemäßen Ablösung durch Jakša Petrić am 10. Mai 1984 Präsident dieser Teilrepublik. 
Er wurde darüber hinaus für seine Leistungen und Verdienste auch mit dem Verdienstorden (Орден заслуга за народ), dem Orden für Brüderlichkeit und Einheit (Орден братства и јединства), dem Tapferkeitsorden (Орден за храброст) sowie der Gedenkmedaille für Partisanen von 1941 (Партизанска споменица 1941) ausgezeichnet. Nach seinem Tode am 27. Oktober 2013 wurde er Grab der Volkshelden in Zagreb beigesetzt.